# Assimilatiekamer
De Assimilatiekamer is een fictieve technische term uit het Star Trek universum.
Assimilatiekamers werden gebruikt door het buitenaardse cybernetische ras de Borg. Zij ontwikkelden speciale ruimten aan boord van hun schepen waar te assimileren personen verder 'bewerkt' konden worden. In deze ruimtes, die nog het meest weg hadden van een operatiekamer met meerdere tafels, werkten Borg-drones om nieuw aangekomen gevangenen snel en efficiënt om te bouwen tot volwaardige Borg.
Deze kamers vervolledigden het proces dat met de nanosondes werd begonnen, door middel van systeemimplantaten en het vervangen van bepaalde organische elementen voor synthetische (de rechterarm werd bijvoorbeeld vaak door een cybernetische arm vervangen). Gezien de grote omvang van de Borg sterrenschepen en het evenredig grote aantal aanwezige Borgdrones waren er meerdere van dergelijke kamers op een schip te vinden. Zo konden grote aantallen slachtoffers snel verwerkt worden.
Een andere toepassing van assimilatiekamers was de opslag van losse onderdelen, die van afgedankte of ontmantelde drones waren geborgen.